# حوسبة عديمة الخادم
الحوسبة عديمة الخادم Serverless computing هي نموذج تنفيذ للحوسبة السحابية حيث يقوم المزود السحابي بتشغيل الخادم، ويدير تخصيص موارد الجهاز ديناميكياً. يعتمد التسعير على كمية الاستخدام الفعلي للموارد التي يستهلكها التطبيق، وليس على وحدات السعة التي تم شرائها مسبقًا. يمكن أن يكون شكلاً من أشكال الحوسبة المساعدة .
يمكن للحوسبة عديمة الخادم تبسيط عملية نشرالكود البرمجي في مرحلة المنتج. قد تكون عمليات التوسيع وتخطيط السعة والصيانة مخفية عن المطور أو المشغل. يمكن استخدام كود عديم الخادم مع الكود المنشور في الأنماط التقليدية ، مثل خدمات المايكرو . بدلاً من ذلك ، يمكن كتابة التطبيقات لتكون عديمة الخوادم بشكل بحت بحيث لا تستخدم خوادم مزودة على الإطلاق.
لا يجب الخلط بين هذا وبين نماذج الحوسبة أو الشبكات التي لا تتطلب خادمًا فعليًا للعمل، مثل نظير إلى نظير (P2P).